# Novi vrh
Novi vrh, także Suha Rodica – szczyt górski o wysokości 1944 m n.p.m. znajdujący się na terenie Alp Julijskich, w Słowenii. Położony jest między Rodicą a górą Črna na grzbiecie Spodnje Bohinjske.